# Miriam Fried
Miriam Fried (* 9. September 1946 in Satu Mare) ist eine israelische Violinistin und Musikpädagogin rumänischer Herkunft.
Miriam Fried wurde 1946 in Rumänien geboren. Bereits im Alter von zwei Jahren wanderte sie mit ihrer Familie nach Herzlia in Israel aus. Sie lernte zunächst bei ihrer Mutter, einer ausgebildeten Klavierlehrerin, Klavier, entschied sich aber mit acht Jahren für die Violine als Instrument. In ihrer frühen Jugend nahm sie Violinunterricht bei Alice Fenyves in Tel-Aviv. Sie spielte vor Isaac Stern, Nathan Milstein, Yehudi Menuhin und anderen bekannten Violinisten anlässlich deren Besuchen in Israel und konnte damit ihren musikalischen Erfahrungshorizont erweitern. 1964 erwarb sie sich ihren Bachelor of Music an der Rubin Academy of Music in Tel Aviv bei der schon genannten Alice Fenyves. Bei deren Bruder Lorand Fenyves setzte sie ihre Studien in Genf fort. Unterstützt von Isaac Stern setzte sie ihre Studien bei Ivan Galamian an der Juilliard School und bei Joseph Gingold an der Indiana University fort.
Im Jahr 1968 gewann Fried den Internationalen Paganini Wettbewerb von Genua und 1971 als erste Frau den prestigeträchtigen Königin-Elisabeth-Wettbewerb von Brüssel. Mit diesen beiden Preisen im Rücken baute sie sich eine bemerkenswerte Karriere als Violin-Solistin, Orchestersolistin und als Kammermusikerin auf. Fried ist derzeit die erste Geigerin des Mendelssohn String Quartettes. Sie  tritt häufig mit ihrem Sohn, dem Pianisten Jonathan Biss, in kammermusikalischen Darbietungen auf.
Sie hat unter anderem die kompletten Bach-Sonaten und -Partitas für Solo-Violine beim Label Lyrinx auf Tonträgern eingespielt. Für das Label Finlandia hat sie das Sibelius-Violin-Konzert mit der Philharmonie Helsinki unter der Leitung von Okko Kamu aufgenommen.
Seit 1986 wirkt Miriam Fried als Professorin für Violine an der School of Music der Indiana University Bloomington.
Von der Musikkritik wird Frieds „feurige Intensität und emotionale Tiefe“ (Musical America) sowie ihre „technische Meisterschaft“ herausgehoben. „Ihre herausragende Mischung aus Artistik und Musikalität begeistern das Publikum auf der ganzen Welt.“